# Sant Joan de Moró
Sant Joan de Moró (spanisch San Juan de Moró) ist eine Gemeinde (municipio) mit 3.644 Einwohnern (Stand: 2024) in der Provinz Castellón der Autonomen Gemeinschaft Valencia in Spanien. Neben dem Hauptort gehört auch die Ortschaft Mas de Flors zur Gemeinde. 
Die Gemeinde wurde 1990 aus der Nachbarkommune Vilafamés herausgelöst und eigenständig.

## Geografie
Sant Joan de Moró liegt im Südwesten der Comarca Plana Alta etwa zwölf Kilometer nordwestlich von der Provinzhauptstadt Castellón de la Plana in einer Höhe von ca. 180 m. Der Río Alcora wird an der westlichen Gemeindegrenze aufgestaut.

## Einwohnerentwicklung
| 1991 | 2001 | 2011 | 2021 |
| ---- | ---- | ---- | ---- |
| 1590 | 1842 | 2938 | 3307 |

## Sehenswürdigkeiten
- Pfarrkirche von 1887

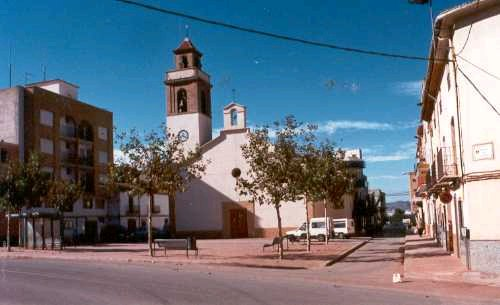
Pfarrkirche
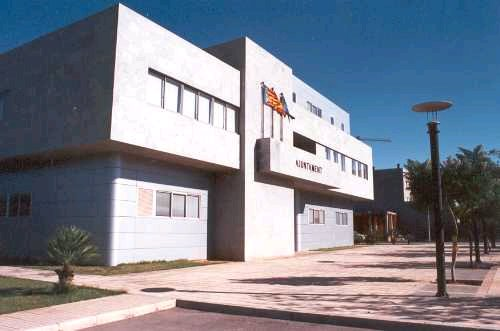
Rathaus